# Xylanche
Xylanche é um género botânico pertencente à família Orobanchaceae.

## Espécies
- Xylanche himalaica
- Xylanche kawakamii